# 共荣学园短期大学
共荣学园短期大学（日语：／ Kyōei Gakuen Tanki Daigaku *），简称共短，是过去一所位于日本埼玉县春日部市的私立短期大学。

## 概要

### 简介
- 学校最早可以追溯到1933年[1]。短期大学为于1984年开办[1]、由学校法人共荣学园经营。招生到于2010年[2]、停办于2012年。为男女同校从开办。

### 历史
- 1984年 共荣学园短期大学成立并同时设置两个学科四个专攻、以下列举[1]。
  - 英语学科[注 3]
    - 英语专攻[注 3]
    - 秘书专攻[注 3]

  - 生活学科
    - 住宅学专攻[注 6]
    - 儿童学专攻
    - 社会福利学专攻
- 1994年 部分学科改编[2]
  - 生活学科住宅学专攻[注 6]→住宅学科[注 4]（以后招生到于2007年、停办于2010年）
  - 儿童学专攻→社会福利学科儿童福利学专攻
  - 社会福利学专攻→社会福利学科社会福利学专攻（以后招生到于2009年）
- 2010年 最后一年招生（招生只社会福利学科儿童福利学专攻）、次年停止招生[2]（正式停办于2012年3月31日）。

## 学校环境
- 校区：在了埼玉县春日部市[注 1]

## 历任校长
- 児玉工：第一代短期大学校长[3]。
- 山田和利：最后短期大学校长[2]

## 组织

### 学科
- 社会福利学科
  - 社会福利专攻[注 2]
  - 儿童福利学专攻

### 前学科
| - 英语学科 - 英语专攻 - 秘书专攻 - 住宅学科 |

### 专科
| - 没有 |

### 业余课程
| - 没有 |

### 附属机关
| - 图书馆 |

## 相关链接
- 日本短期大学列表